# Arnold Spychiger
Arnold Spychiger (* 15. Januar 1869 in Langenthal; † 27. Dezember 1938 ebenda), heimatberechtigt in Untersteckholz, war ein Schweizer Unternehmer und Politiker (FDP).

## Leben

### Familie
Arnold Spychiger war der Sohn des Industriellen Siegfried Spychiger († 1892 in Langenthal) und dessen Ehefrau Adèle Eugenie (geb. Mojon).
Er war seit 1893 mit Anna Maria (geb. Fridlin) aus Zug verheiratet; sie hatten eine Tochter, Hedwig (* 1895), und sein gleichnamiger Sohn Arnold Spychiger (* 1901; † 1966) war bis zu dessen Tod Verwaltungsratspräsident der Porzellanfabrik Langenthal AG.

### Werdegang
Arnold Spychiger besuchte die Schulen in Langenthal, dann die Industrieschule in Neuenburg und schliesslich 1886 die Realschule in Basel, wo er 1888 die Matura ablegte.
Er erwarb am Technikum in Winterthur (heute Zürcher Hochschule Winterthur) ein Diplom als Bautechniker und übernahm, nach dem Tod seines Vaters, 1892 die väterliche Holzimprägnierungsanstalt, die er um eine Holzwollefabrik sowie eine Ziegelei erweiterte.
Er kam 1906 in den Vorstand der Schweizerischen Gesellschaft für Holzkonservierung AG.

Porzellanfabrik Langenthal

1906 war er, gemeinsam mit den Geschirrhändlern A. Tschumi aus Herzogenbuchsee, W. Morath aus Aarau und J. Tschumi aus Ouchy, einer der vier Gründerväter der Porzellanfabrik Langenthal AG, die Tafelporzellan, und ab 1918 auch Elektroporzellan herstellte; nach der Gründung wurde er Präsident des Verwaltungsrats. Weil er viele ausländische Arbeitnehmer beschäftigte, gründete er eine Gesellschaft für billigen Wohnungsbau, so entstand neben dem Werksgelände das Quartier Böhmerwald, in dem viele Arbeiter aus Böhmen wohnten.
Er wurde 1907 Präsident des Verwaltungsrats des Verbands zentralschweizerischer Ziegel- und Backsteinfabriken AG und saß im Verwaltungsrat des Elektrizitätswerks Wynau; er initiierte die Überführung von deren Aktien in den Besitz der Gemeinden.
Von 1906 bis 1938 war er im Verwaltungsrat der Berner Kantonalbank.
1910 wurde er Präsident des Dekorationskomitees für die Zentralschweizerische Industrie- und Gewerbeausstellung 1912 in Langenthal.
Er kam 1917 in den Vorstand der Exportgenossenschaft schweizerischer Ziegeleien sowie, als Vizepräsident, der Gribi und Cie. AG in Burgdorf. Seit 1918 war er im Verwaltungsrat der Maschinenbau AG Langenthal und seit 1926 im Verwaltungsrat der Sesa, Schweizerische Express AG. 1929 kam er in den Verwaltungsrat der Internationalen Stuag, Finanzgesellschaft für Strassenbau in Basel.
Er schied 1930 aus dem Verwaltungsrat der Ziegelei Zollikofen A. Marcuard AG aus. 1935 wurde er in den Verwaltungsrat der Aktiengesellschaft Chocolat Tobler in Bern wiedergewählt. Als er starb, war er langjähriger Verwaltungsrat der Aktiengesellschaft für Sand- und Kiesverwertung Nidau und Laupen.
1889 wurde er zum Leutnant der IV. Division (später Mechanisierte Division 4) befördert. Er wurde 1893 in die kantonale Schiesskommission bestellt, die die Schützenvereine zu beraten und kontrollieren hatte (siehe auch Schiesswesen ausser Dienst). 1896 erfolgte seine Beförderung zum Hauptmann und 1916 zum Oberst der Infanterie; er leitete als Oberst den Territorialdienst und war die rechte Hand des damaligen Bundesrates Camille Decoppet, der von 1914 bis 1919 dem Militärdepartement vorstand. Bis in die 1930er Jahre war Arnold Spychiger im Territorialdienst eingesetzt.

### Politisches und gesellschaftliches Wirken
Arnold Spychiger kam 1895 in den Gemeinderat in Langenthal und war Vizepräsident der Einwohnergemeinde.
Von 1902 bis 1912 war Arnold Spychiger als bernischer Grossrat und von 4. Dezember 1922 bis 6. Dezember 1931 als freisinniger Nationalrat in der nationalen Finanzkommission tätig.
Er engagierte sich für die Schulen in Langenthal, so war er Präsident der Primarschulkommission, unterstützte den Bau des Kantonalbankgebäudes 1911 sowie die Gründung einer Kinderkrippe 1915 und eines Ferienheims für die Langenthaler Jugend im Oberwald bei Dürrenroth.
Arnold Spychiger leitete 1919 die Swiss Mission, in der 220 Teilnehmer die USA bereisten und in deren Folge 1920 die Swiss Friends of the United States (heute Swiss-American Society) in Zürich gegründet wurde.
1920 war er Mitglied des Initiativkomitees, das sich für den Bau eines alkoholfreien Gemeindehauses in Langenthal einsetzte.
Er wurde 1922 Präsident der neu gegründeten freisinnig-demokratischen Amtspartei des Amtes Aarwangen.

## Mitgliedschaften
Arnold Spychiger wurde 1897 Präsident des Schiesskomitees der Langenthaler Schützengesellschaft, die ein Zentralschweizerisches Schützenfest plante. 1899 wurde er in den Vorstand des bernischen Kantonalschützenvereins gewählt.
Er war von 1903 bis 1904 Präsident der Offiziersgesellschaft Langenthal.
1920 gehörte er zu den Gründern der Vereinigung Schweizerfreunde der USA.
Er war Ehrenmitglied der Musikgesellschaft Harmonie in Langenthal.

## Schriften (Auswahl)
- Über Imprägnierung des Holzes. In: Schweizerische Zeitschrift für Forstwesen, Jahrgang 1895. Bern, 1895. S. 15–18 (Digitalisat)
- Die Jugendfürsorge in Langenthal. In: Jahrbuch der Schweizerischen Gesellschaft für Schulgesundheitspflege, Band 18. 1917/1918. S. 43–60 (Digitalisat).
- Handel – Industrie – Politik. In: Der Bund vom 22. Oktober 1928. S. 6 (Digitalisat).